# Гильбо, Люс
Люс Гильбо (фр. Luce Guilbeault; 5 марта 1935, Утремон — 12 июля 1991, Монреаль) — квебекская киноактриса, певица и режиссёр.

## Биография
Родом из монреальского пригорода Утремон, дочь врача. Уже с ранней юности занималась искусством и театром.
Начала карьеру в театре, где она отличилась в постановках спектактей таких драматургов, как Режан Дюшарм, Мишель Трамбле, и др..
Сыграла роли примерно в 20 фильмах. Первую важную роль — разочарованной супруги — сыграла в фильме Дени Аркана fr:La Maudite Galette (1972), затем в его же драме Режанна Падовани (1973) — жену босса мафии. В том же 1973 г. сыграла ещё несколько важных ролей — в фильмах fr:O.K. ... Laliberté Марселя Карьера в 1973, где также исполнила музыкальный номер; Tendresse ordinaire Жака Ледюка; в фильмах Анн Клер Пуарье.
В 1980 г. успешно поставила телероман «Дамы червей» и «Знак огня».

## Фильмография
- 1990: fr:La Nuit du visiteur:
- 1989 — 1991 : fr:Un signe de feu (série TV): … Claire Trudel
- 1986 — 1989: fr:Des dames de cœur (série TV): … Claire Trudel
- 1986: fr:Qui a tiré sur nos histoires d'amour: … Lady
- 1982: La Quarantaine: … Hélène
- 1980 — 1986 : fr:Le Temps d'une paix (série TV): … Georgette Garon-Laflamme
- 1979: fr:Mourir à tue-tête: … Une cliente
- 1978: Angela: … Marie Lebrecque
- 1978: fr:Passages:
- 1977: fr:J.A. Martin photographe: … Madame Beaupré
- 1976: fr:Bargain Basement:
- 1975: fr:Le Temps de l'avant: … Hélène
- 1975: Mustang: … Marie
- 1975: fr:Y'a pas de problème (série TV): … Justine Demers
- 1974: Les Beaux Dimanches: … Muriel
- 1974: fr:Par une belle nuit d'hiver:
- 1973: Режанна Падовани: Режанна Падовани
- 1973: fr:Le Grand sabordage: Questa
- 1973: fr:Tendresse ordinaire: Luce
- 1973: fr:O.K. ... Laliberté:
- 1973: fr:La Dernière neige:
- 1973: fr:Souris, tu m'inquiètes:
- 1972: fr:Le Temps d'une chasse: La Rousse
- 1972: fr:La Maudite galette: Berthe
- 1972: IXE-13: Palma
- 1972: fr:Françoise Durocher, waitress: … l’une des Françoise Durocher
- 1971: ‘‘Des souris et des hommes (télé-théâtre):
- 1957 — 1959: ‘‘fr:Opération-mystère (série TV):